# جيف ماسترز
جيف ماسترز (بالإنجليزية: Geoff Masters)‏ مواليد 19 سبتمبر 1950 في بريزبان، هو لاعب كرة مضرب أسترالي سابق بدأ مسيرته كمحترف سنة 1969 وكان يلعب باليد اليمنى، اعتزل اللعب في 1981. كما أنه أحد أبطال الجراند سلام. أعلى تصنيف له في الفردي كان المركز الـ 42 في سنة 1975.

## بطولات حققها
- بطولة ويمبلدون
- بطولة أستراليا المفتوحة للتنس
- بطولة أمريكا المفتوحة للتنس

## روابط خارجية
- جيف ماسترز على موقع رابطة محترفي التنس (الإنجليزية)
- جيف ماسترز على موقع الاتحاد الدولي لكرة المضرب (الإنجليزية)
- جيف ماسترز على موقع كأس ديفيز (الإنجليزية)
- جيف ماسترز على موقع اتحاد التنس الأسترالي (الإنجليزية)
- جيف ماسترز على موقع خلاصة التنس.كوم (الإنجليزية)